# Biddulph
Biddulph este un oraș în comitatul Staffordshire, regiunea West Midlands, Anglia. Orașul se află în districtul Staffordshire Moorlands. 